# Khunyang Chhish
Khunyang Chhish, Kunyang Kish ou Khiangyang Kish é a segunda mais alta montanha da Hispar Muztagh, subcordilheira do Caracórum, em Gilgit-Baltistão. É a 21.ª mais alta montanha do mundo e a 8.ª do Paquistão.
A Khunyang Chhish foi primeiro escalada em 26 de agosto de 1971 por uma equipa polaca, depois de tentativas falhadas por outros montanhistas na década anterior.